# Marathon de Skopje

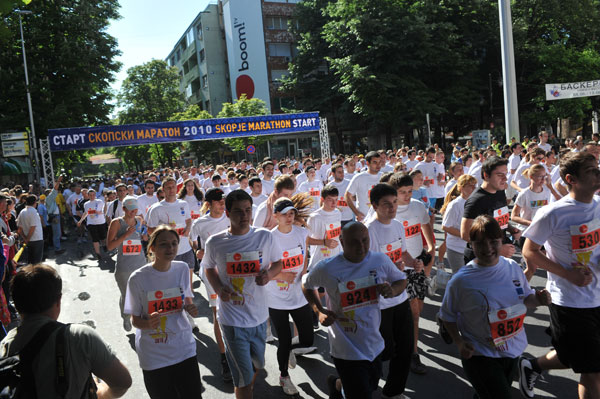
Marathon de 2010

Le marathon de Skopje (macédonien : Скопски маратон) est un marathon annuel qui se déroule au mois de mai à Skopje, en République de Macédoine.

## Histoire
Le premier marathon de Skopje a été organisé en 1997, mais n'a pas pris place les années suivantes, principalement pour de raisons financières. Après une pause de neuf ans, en 2007, l'événement a été partiellement été relancé avec seulement un semi-marathon, puis entièrement rétabli en 2008, lorsque les trois courses ont été courues : marathon, semi-marathon, et une course humanitaire. Erwan Fouéré, représentant spécial de l'Union européenne pour le pays, a contribué au rétablissement de l'évènement.
Le marathon ne s'est pas déroulé en 2015 à cause des manifestations macédoniennes.
Le marathon de Skopje est devenu l'un des plus grands événements sportifs de Macédoine en 2012, avec plus de 3 600 coureurs de plus de 36 pays qui y ont participé.

## Palmarès
Record de l'épreuve
| Édition | Année | Athlète (Homme)                      | Pays                                 | Temps                                | Athlète (Femme)                      | Pays                                 | Temps                                |
| ------- | ----- | ------------------------------------ | ------------------------------------ | ------------------------------------ | ------------------------------------ | ------------------------------------ | ------------------------------------ |
| 10e     | 2018  | Evans Biwott                         | Kenya                                | 2 h 14 min 08 s                      | Jedidah Karungu                      | Kenya                                | 2 h 51 min 24 s                      |
| 9e      | 2017  | Kiprotich Kirui                      | Kenya                                | 2 h 12 min 59 s                      | Stella Barsosio                      | Kenya                                | 2 h 33 min 42 s                      |
| 8e      | 2016  | Kiprotich Kirui                      | Kenya                                | 2 h 12 min 36 s                      | Gladys Biwott                        | Kenya                                | 2 h 40 min 10 s                      |
| –       | 2015  | Annulée pour de raisons de sécurité. | Annulée pour de raisons de sécurité. | Annulée pour de raisons de sécurité. | Annulée pour de raisons de sécurité. | Annulée pour de raisons de sécurité. | Annulée pour de raisons de sécurité. |
| 7e      | 2014  | Emmanuel Samal                       | Kenya                                | 2 h 14 min 26 s                      | Lucy Wambui Murigi                   | Kenya                                | 2 h 37 min 47 s                      |
| 6e      | 2013  | Wycliffe Biwott                      | Kenya                                | 2 h 21 min 56 s                      | Caroline Kipruto                     | Kenya                                | 2 h 48 min 39 s                      |
| 5e      | 2012  | Patrick Wambugu                      | Kenya                                | 2 h 26 min 41 s                      | Cecilia Wangui                       | Kenya                                | 2 h 54 min 56 s                      |
| 4e      | 2011  | Dickson Terer                        | Kenya                                | 2 h 23 min 51 s                      | Cecilia Wangui                       | Kenya                                | 2 h 50 min 06 s                      |
| 3e      | 2010  | Tamás Tóth                           | Hongrie                              | 2 h 28 min 56 s                      | Lucia Kimani                         | Bosnie-Herzégovine                   | 2 h 55 min 56 s                      |
| 2e      | 2009  | Sreten Ninković                      | Serbie                               | 2 h 29 min 07 s                      | Marija Vrajić                        | Croatie                              | 2 h 56 min 15 s                      |
| 1re     | 2008  | Roman Prodius                        | Moldavie                             | 2 h 29 min 26 s                      | Lidija Mikloš                        | Monténégro                           | 3 h 19 min 34 s                      |